# DALF
DALF hay Diplôme approfondi de langue française (Chứng chỉ tiếng Pháp chuyên sâu) là một hệ thống chứng chỉ kiểm tra khả năng Pháp ngữ trình độ nâng cao của những người sử dụng tiếng Pháp không phải là tiếng mẹ đẻ. Bài thi được điều hành bởi CIEP (Trung tâm Sư phạm Quốc tế) trực thuộc Bộ Giáo dục Pháp.
DALF bao gồm hai chứng chỉ tương ứng với hai cấp độ cao nhất của CEFR (Khung tham chiếu ngôn ngữ chung châu Âu): C1 và C2. Bốn cấp độ thấp hơn A1, A2, B1 và B2 được đánh giá bởi bài thi DELF.

## Cấu trúc bài thi

### DALF C1
Bài thi DALF C1 gồm bốn phần, mỗi phần thi được chấm trên thang điểm 25, và cả bài thi sẽ là 100 điểm. Mức tối thiểu để đậu là 5 trên 25 điểm ở mỗi phần thi, và tổng điểm bài thi phải đạt ít nhất 50 trên 100.

#### Thi Nghe
Bài thi Nghe (Compréhension de l’oral) kéo dài 40 phút, bao gồm:
- một bài nghe dài (đoạn phỏng vấn, bài giảng, hội thảo,...) khoảng 8 phút (được nghe hai lần)
- một số bài phát thanh radio ngắn (tin tức, điều tra xã hội, quảng cáo,...) (được nghe một lần)

#### Thi Đọc
Bài thi Đọc (Compréhension des écrits) kéo dài 50 phút, bao gồm một loạt các câu hỏi đọc-hiểu liên quan đến một bài khoá (thuộc lĩnh vực văn học hay báo chí), có độ dài từ 1500 đến 2000 từ.

#### Thi Viết
Bài thi Viết (Production écrite) kéo dài 2 giờ 30 phút, bao gồm hai phần:
- tóm tắt một số tài liệu, với tổng số khoảng 1000 từ.
- viết một bài luận để củng cố lập luận về nội dung của tài liệu cho sẵn, thí sinh có thể chọn một trong hai lĩnh vực: khoa học tự nhiên, hoặc khoa học xã hội và nhân văn.

#### Thi Nói
Bài thi Nói (Production orale) kéo dài 30 phút với 1 giờ chuẩn bị. Thí sinh được yêu cầu thuyết trình dựa trên một loạt các tài liệu viết được cho sẵn, theo sau là phần thảo luận với giám khảo.

### DALF C2
Bài thi DALF C2 gồm hai phần, mỗi phần thi được chấm trên thang điểm 50, và cả bài thi sẽ là 100 điểm. Mức tối thiểu để đậu là 10 trên 50 điểm ở mỗi phần thi, và tổng điểm bài thi phải đạt ít nhất 50 trên 100.

#### Thi Nghe-Nói
Bài thi Nghe-Nói (Compréhension et production orales) kéo dài 30 phút với 1 giờ chuẩn bị, bao gồm ba phần:
- ghi chép nội dung của một bài nghe có độ dài khoảng 15 phút (được nghe hai lần)
- phát triển ý tưởng cá nhân dựa trên nội dung được đề cập trong bài nghe
- tranh luận với giám khảo

Thí sinh có thể chọn một trong hai lĩnh vực: khoa học tự nhiên, hoặc khoa học xã hội và nhân văn.

#### Thi Đọc-Viết
Bài thi Đọc-Viết (Compréhension et production écrites) kéo dài 3 giờ 30 phút, yêu cầu thí sinh phải viết một văn bản có cấu trúc (bài báo, bài xã luận, báo cáo, bài phát biểu,...) dựa trên một số tài liệu, tổng cộng khoảng 2000 từ. 
Thí sinh có thể chọn một trong hai lĩnh vực: khoa học tự nhiên, hoặc khoa học xã hội và nhân văn.